# História da filosofia

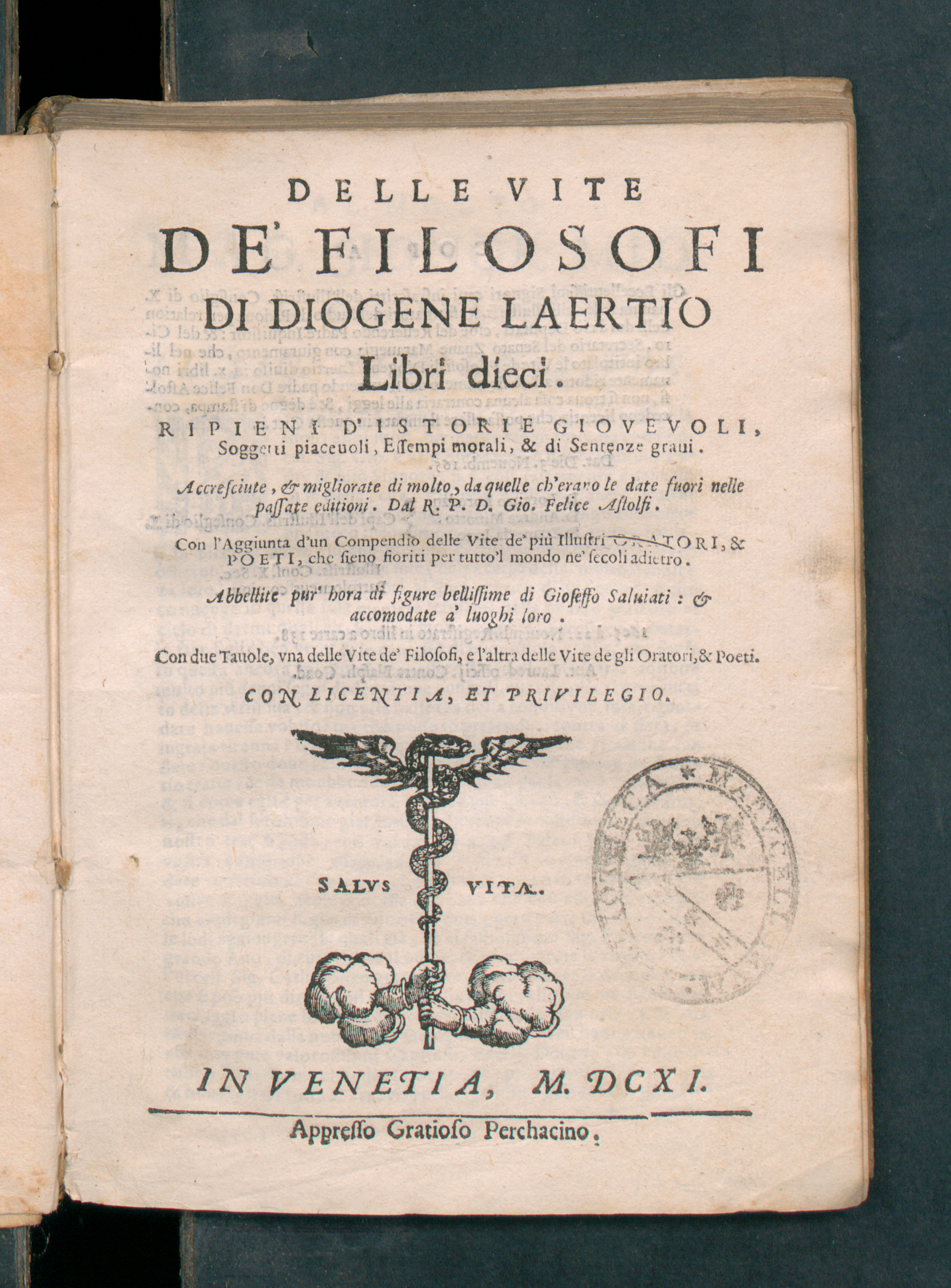
Edição italiana de 1611 da obra Vidas e Doutrinas dos Filósofos Ilustres de Diógenes Laércio

A história da filosofia é a sub-disciplina da filosofia, que possuiu diversos propósitos e metodologias ao longo da história. Apesar de presente no modelo biográfico da obra Vidas e Doutrinas dos Filósofos Ilustres, de Diógenes Laércio, a história da filosofia só vai ser elaborada enquanto disciplina auto-consciente no Século XVIII, no contexto do ecletismo alemão. Recebendo sua fundação metodológica pelo filologista alemão Christoph August Heumann, foi estendida e aplicada de maneira notória na obra Historia critica philosophiae, de Johann Jakob Brucker, que buscou estudar a sucessão dos sistemas filosóficos considerados enquanto complexos autônomos e abrangentes de princípios e doutrinas. O surgimento da disciplina da história da filosofia partia de uma crítica ao modelo biográfico derivado de Laércio, e usado até então, esse foi criticado por não fazer avaliações críticas da coerência e verdade do pensamento filosófico passado, dado que a maioria das biografias eram elogiosas aos filósofos, sendo feitas por seguidores ou alunos próximos. A história da filosofia, segundo o modelo de Heumann e Brucker, utilizava a noção de princípios, em um sentido metafísico, como base para a organização e reconstrução dos sistemas filosóficos do passado.
Contra essa fundamentação metafísica dos sistemas filosóficos, e a subordinação das demais áreas à metafísica, os positivistas do século XIX, como Paul Tannery e Paul Duhem, buscaram reformar a metodologia da história da filosofia, privilegiando as teorias físicas presentes nos sistemas. Essa metodologia alternativa será base do que viria a ser a História da Ciência. Mais tarde surgiriam outras críticas metodológicas e outros programas alternativos, como a história das ideias do historiador (com formação em filosofia) Arthur O. Lovejoy, na década de 1930, que propunha as unidades de ideias (consideradas estáveis ao longo da história) como objeto de pesquisa, ampliando a abordagem para além da filosofia, e buscou contrastar sua abordagem à história da filosofia precedente.
O programa da história das ideias, segundo proposto por Lovejoy, teve ampla recepção institucional, ao mesmo tempo que foi criticada em suas bases por historiadores como Quentin Skinner, que focou principalmente nas falhas da noção de 'unidade de ideias' e apontou a displicência com a produção dos discursos e os atores envolvidos. Skinner buscou utilizar a filosofia da linguagem que se desenvolvia em Cambridge na metade do século XX, principalmente nas figuras de Ludwig Wittgenstein e John Austin, para analisar a história do pensamento, lançando mão das teorias sobre atos de fala em contexto linguísticos e sociais.

## Caracterização
Filosofia (do grego: φιλοσοφία, philosophia , 'amor à sabedoria')  é o estudo sistematizado de questões gerais e fundamentais, como aquelas sobre existência, razão, conhecimento, valores, mente e linguagem .  Algumas fontes afirmam que o termo foi cunhado por Pitágoras (570 a.C. – c. 495 a.C),  embora esta teoria seja contestada por alguns. Métodos filosóficos incluem questionamento , discussão crítica, argumento racional e apresentação sistemática.
Historicamente, a filosofia abrangeu todos os corpos de conhecimento e um praticante era conhecido como filósofo. A "filosofia natural", que começou como uma disciplina na Índia antiga e na Grécia antiga, engloba astronomia, medicina e física.  Por exemplo, os Princípios Matemáticos da Filosofia Natural de Isaac Newton, de 1687, mais tarde foram classificados como um livro de física. No século XIX, o crescimento das modernas universidades de pesquisa levou a filosofia acadêmica e outras disciplinas a se profissionalizar e se especializar. Desde então, várias áreas de investigação que tradicionalmente faziam parte da filosofia tornaram-se disciplinas acadêmicas separadas, ou seja, as ciências sociais, como psicologia, sociologia, linguística e economia.
Hoje, os principais subcampos da filosofia acadêmica incluem a metafísica, que se preocupa com a natureza fundamental da existência e da realidade; epistemologia, que estuda a natureza do conhecimento e da crença; a ética, que se preocupa com o valor moral; e a lógica, que estuda as regras de inferência que permitem tirar conclusões de premissas verdadeiras.  Outros subcampos notáveis incluem filosofia da religião, filosofia da ciência, filosofia política, estética, filosofia da linguagem e filosofia da mente.
Há um amplo consenso de que a filosofia (do grego antigo φίλος , phílos: "amor"; e σοφία , sophía: "sabedoria")  é caracterizada por várias características gerais: é uma forma de investigação racional, visa ser sistemático, e tende a refletir criticamente sobre seus próprios métodos e pressupostos.  Mas as abordagens que vão além dessas caracterizações vagas para dar uma definição mais interessante ou profunda são geralmente controversas.  Muitas vezes, eles são aceitos apenas por teóricos pertencentes a um determinado movimento filosóficoe são revisionistas no sentido de que muitas partes presumidas da filosofia não mereceriam o título de "filosofia" se fossem verdadeiras.  Antes da era moderna, o termo era usado em um sentido muito amplo, que incluía as ciências individuais, como física ou matemática, como suas subdisciplinas, mas o uso contemporâneo é mais restrito.
Algumas abordagens argumentam que há um conjunto de características essenciais compartilhadas por todas as partes da filosofia, enquanto outras veem apenas semelhanças familiares mais fracas ou afirmam que é apenas um termo genérico vazio.  Algumas definições caracterizam a filosofia em relação ao seu método, como o raciocínio puro. Outros se concentram mais em seu tópico, por exemplo, como estudo dos maiores padrões do mundo como um todo ou como tentativa de responder às grandes questões.  Ambas as abordagens têm o problema de serem geralmente muito amplas, incluindo disciplinas não filosóficas, ou muito restritas, excluindo algumas subdisciplinas filosóficas. Muitas definições de filosofia enfatizam sua relação íntima com a ciência. 
Nesse sentido, a filosofia às vezes é entendida como uma ciência propriamente dita. Algumas abordagens naturalistas, por exemplo, veem a filosofia como uma ciência empírica, mas muito abstrata, que se preocupa com padrões empíricos muito amplos, em vez de observações particulares.  Alguns fenomenólogos, por outro lado, caracterizam a filosofia como a ciência das essências.  As definições baseadas na ciência geralmente enfrentam o problema de explicar por que a filosofia em sua longa história não fez o tipo de progresso visto em outras ciências.  Esse problema é evitado vendo a filosofia como uma ciência imatura ou provisória cujas subdisciplinas deixam de ser filosofia uma vez que tenham se desenvolvido completamente.  Nesse sentido, a filosofia é a parteira das ciências.
Outras definições se concentram mais no contraste entre ciência e filosofia. Um tema comum entre muitas dessas definições é que a filosofia está preocupada com o significado, a compreensão ou o esclarecimento da linguagem.  De acordo com uma visão, a filosofia é a análise conceitual que envolve encontrar as condições necessárias e suficientes para a aplicação de conceitos.  Outro define a filosofia como uma terapia linguística que visa dissipar mal-entendidos aos quais os humanos são suscetíveis devido à estrutura confusa da linguagem natural. Mais uma abordagem sustenta que a principal tarefa da filosofia é articular a compreensão pré-ontológica do mundo, que atua como condição de possibilidade da experiência.
Muitas outras definições de filosofia não se enquadram claramente em nenhuma das categorias acima mencionadas. Uma abordagem inicial já encontrada na filosofia grega e romana antiga é que a filosofia é a prática espiritual de desenvolver a capacidade de raciocínio de alguém.  Esta prática é uma expressão do amor do filósofo pela sabedoria e tem como objetivo melhorar o bem-estar de uma pessoa levando uma vida reflexiva. Uma abordagem intimamente relacionada identifica o desenvolvimento e a articulação de visões de mundo como a principal tarefa da filosofia, ou seja, expressar como as coisas em grande escala se relacionam e qual postura prática devemos adotar em relação a elas. Outra definição caracteriza a filosofia como pensar sobre o pensamento, a fim de enfatizar sua natureza reflexiva.

## Visão histórica
Em um sentido geral, a filosofia está associada à sabedoria, à cultura intelectual e à busca de conhecimento. Nesse sentido, todas as culturas e sociedades letradas fazem perguntas filosóficas, como "como devemos viver" e "qual é a natureza da realidade". Uma concepção ampla e imparcial da filosofia, então, encontra uma investigação fundamentada em assuntos como realidade, moralidade e vida em todas as civilizações do mundo.

### Filosofia ocidental
A filosofia ocidental é a tradição filosófica do mundo ocidental , que remonta aos pensadores pré-socráticos que eram ativos na Grécia do século VI (a.C.), como Tales (624 a.C. – 545 a.C.) e Pitágoras ( 570 a.C.– 495 a.C.) que praticavam um "amor à sabedoria" (latim: philosophia) e também eram chamados de "estudantes da natureza" (fisiólogos, physiologoi).
A filosofia ocidental pode ser dividida em três eras:
1. Filosofia antiga (greco-romana).
2. Filosofia medieval (referindo-se ao pensamento cristão europeu).
3. Filosofia moderna (a partir do século XVII).[12]

#### Era antiga
Embora nosso conhecimento da era antiga comece com Tales no século VI a.C., pouco se sabe sobre os filósofos que vieram antes de Sócrates (comumente conhecidos como pré-socráticos ). A era antiga foi dominada pelas escolas filosóficas gregas. O mais notável entre as escolas influenciadas pelos ensinamentos de Sócrates foram Platão, que fundou a Academia Platônica, e seu aluno Aristóteles, que fundou a escola peripatética.  Outras antigas tradições filosóficas influenciadas por Sócrates incluíam o cinismo, cirenaicismo, estoicismo e o ceticismo acadêmico. Duas outras tradições foram influenciadas pelo contemporâneo de Sócrates, Demócrito: o pirronismo e o epicurismo. Tópicos importantes abordados pelos gregos incluíam metafísica (com teorias concorrentes como atomismo e monismo), cosmologia, a natureza da vida bem vivida (eudaimonia), a possibilidade de conhecimento e a natureza da razão (logos). Com a ascensão do império romano , a filosofia grega foi cada vez mais discutida em latim por romanos como Cícero e Sêneca.

#### Era Medieval
A filosofia medieval (séculos V a XVI) ocorreu durante o período que se seguiu à queda do Império Romano do Ocidente e foi dominada pela ascensão do cristianismo; portanto, reflete as preocupações teológicas judaico-cristãs, ao mesmo tempo em que mantém uma continuidade com o pensamento greco-romano. Problemas como a existência e a natureza de Deus, a natureza da fé e da razão, a metafísica e o problema do mal foram discutidos neste período. Alguns dos principais pensadores medievais incluem Agostinho, Tomás de Aquino, Boécio, Anselmo e Roger Bacon. A filosofia para esses pensadores era vista como uma ajuda à teologia (ancilla theologiae) e, portanto, eles procuravam alinhar sua filosofia com sua interpretação da sagrada escritura. Este período viu o desenvolvimento do escolasticismo, um método de crítica de texto desenvolvido em universidades medievais com base na leitura atenta e na discussão de textos-chave. O período renascentista viu um foco crescente no pensamento greco-romano clássico e em um humanismo robusto.

#### Era Moderna
A filosofia moderna no mundo ocidental começa com pensadores como Thomas Hobbes e René Descartes (1596-1650). Após o surgimento da ciência natural, a filosofia moderna se preocupou em desenvolver uma base secular e racional para o conhecimento e se afastou das estruturas tradicionais de autoridade, como a religião, o pensamento escolástico e a Igreja. Os principais filósofos modernos incluem Spinoza, Leibniz, Locke, Berkeley, Hume e Kant.
A filosofia do século XIX (às vezes chamada de filosofia moderna tardia) foi influenciada pelo movimento mais amplo do século XVIII denominado "o Iluminismo" e inclui figuras como Hegel , uma figura-chave do idealismo alemão; Kierkegaard , que desenvolveu as bases do existencialismo; Thomas Carlyle , representante da teoria do grande homem; Nietzsche, um famoso anticristão; John Stuart Mill que promoveu o utilitarismo ; Karl Marx, que desenvolveu as bases do comunismo; e o americano William James. O século XX viu a divisão entre a filosofia analítica e a filosofia continental, bem como tendências filosóficas como a fenomenologia, o existencialismo, o positivismo lógico, o pragmatismo e a virada linguística.

### Filosofia do Oriente Médio
A filosofia do Oriente Médio inclui as várias filosofias das regiões do Oriente Médio, incluindo o Crescente Fértil e o Irã. As tradições incluem filosofia egípcia antiga, filosofia babilônica, filosofia judaica, filosofia iraniana/persa e filosofia islâmica.

#### Filosofia pré-islâmica
As regiões do Crescente Fértil, Irã e Arábia são o lar da mais antiga literatura de sabedoria filosófica conhecida.  De acordo com o assiriólogo Marc Van de Mieroop, a filosofia babilônica era um sistema de pensamento altamente desenvolvido com uma abordagem única ao conhecimento e foco na escrita, lexicografia, adivinhação e lei.  Era também uma cultura intelectual bilíngue, baseada no sumério e no acadiano.
A literatura da Sabedoria Antiga do Crescente Fértil era um gênero que procurava instruir as pessoas sobre ações éticas, vida prática e virtude por meio de histórias e provérbios. No Antigo Egito, esses textos eram conhecidos como sebayt ('ensinamentos') e são fundamentais para nossa compreensão da filosofia egípcia antiga. O mais conhecido desses textos é As Máximas de Ptahhotep.  Teologia e cosmologia eram preocupações centrais no pensamento egípcio.
Talvez a forma mais antiga de uma teologia monoteísta também tenha surgido no Egito, com o surgimento da teologia de Amarna (ou Atonismo) de Akhenaton (século XIV a.C.), que sustentava que a divindade solar da criação, Aton, era o único deus. Isso foi descrito como uma "revolução monoteísta" pelo egiptólogo Jan Assmann, embora também tenha se baseado em desenvolvimentos anteriores no pensamento egípcio, particularmente a "Nova Teologia Solar" baseada em Amon-Ra.  Esses desenvolvimentos teológicos também influenciaram a teologia pós-Amarna raméssida, que manteve o foco em uma única divindade solar criativa (embora sem rejeição total de outros deuses, que agora são vistos como manifestações da principal divindade solar). Este período também viu o desenvolvimento do conceito de "ba" (alma) e sua relação com deus.
A filosofia judaica e a filosofia cristã são tradições filosófico-religiosas que se desenvolveram tanto no Oriente Médio quanto na Europa, que compartilham certos textos judaicos antigos (principalmente o Tanakh) e crenças monoteístas. Pensadores judeus como os Gueonim das Academias Talmúdicas na Babilônia e Maimônides se envolveram com a filosofia grega e islâmica. A filosofia judaica posterior sofreu fortes influências intelectuais ocidentais e inclui as obras de Moisés Mendelssohn, que introduziu o Haskalah (o Iluminismo judaico), o existencialismo judaico e o judaísmo reformista.
As várias tradições do gnosticismo, influenciadas pelas correntes grega e abraâmica, originaram-se por volta do primeiro século e enfatizavam o conhecimento espiritual (gnose).
A filosofia iraniana pré-islâmica começa com a obra de Zoroastro, um dos primeiros promotores do monoteísmo e do dualismo entre o bem e o mal.  Essa cosmogonia dualista influenciou desenvolvimentos iranianos posteriores, como maniqueísmo, mazdaímo e zurvanismo.

#### Filosofia islâmica
A filosofia islâmica é o trabalho filosófico originário da tradição islâmica e é feito principalmente em árabe. Baseia-se na religião do Islã, bem como na filosofia greco-romana. Após as conquistas muçulmanas, o movimento de tradução (meados do século VIII ao final do século X) resultou na disponibilização das obras de filosofia grega em árabe.
A filosofia islâmica primitiva desenvolveu as tradições filosóficas gregas em novas direções inovadoras. Este trabalho intelectual inaugurou o que é conhecido como a Idade de Ouro Islâmica. As duas principais correntes do pensamento islâmico primitivo são Calâm, que se concentra na teologia islâmica e Falsafa, que se baseava no aristotelismo e no neoplatonismo. A obra de Aristóteles foi muito influente entre filósofos como Alquindi (século IX), Avicena (980 - junho de 1037) e Averróis (século XII). Outros como Algazali eram altamente críticos dos métodos dos aristotélicos islâmicos e viam suas ideias metafísicas como heréticas. Pensadores islâmicos como Alhazém e Albiruni também desenvolveram um método científico, medicina experimental, uma teoria da ótica e uma filosofia jurídica. Ibne Caldune foi um pensador influente na filosofia da história.
O pensamento islâmico também influenciou profundamente os desenvolvimentos intelectuais europeus, especialmente através dos comentários de Averróis sobre Aristóteles. As invasões mongóis e a destruição de Bagdá em 1258 são frequentemente vistas como marcando o fim da Idade de Ouro.  Várias escolas de filosofia islâmica continuaram a florescer após a Idade de Ouro, no entanto, e incluem correntes como a filosofia Iluminista, a filosofia Sufi e a Teosofia Transcendente.
O mundo árabe dos séculos XIX e XX viu o movimento Nahda (que significa literalmente 'O Despertar'; também conhecido como 'Renascimento Árabe'), que teve uma influência considerável na filosofia islâmica contemporânea.

## Filosofia oriental

### Filosofia indiana
A Filosofia indiana (sânscrito: darśana , lit.  'ponto de vista', 'perspectiva')  refere-se às diversas tradições filosóficas que surgiram desde os tempos antigos no subcontinente indiano. A filosofia indiana considera principalmente epistemologia, teorias da consciência e teorias da mente e as propriedades físicas da realidade.  As tradições filosóficas indianas compartilham vários conceitos e ideias-chave, que são definidos de maneiras diferentes e aceitos ou rejeitados pelas diferentes tradições. Estes incluem conceitos como darma, carma, pramāṇa, duḥkha, saṃsāra e mokṣa.
Alguns dos primeiros textos filosóficos indianos sobreviventes são as Upanixades do período védico posterior (1000–500 a.C.), que preservam as ideias do bramanismo. As tradições filosóficas indianas são comumente agrupadas de acordo com sua relação com os Vedas e as ideias neles contidas. O jainismo e o budismo se originaram no final do período védico , enquanto as várias tradições agrupadas sob o hinduísmo surgiram principalmente após o período védico como tradições independentes. Os hindus geralmente classificam as tradições filosóficas indianas como ortodoxas (āstika) ou heterodoxas (nāstika) dependendo se eles aceitam a autoridade dos Vedas e as teorias de brahman e ātman encontradas neles.
As escolas que se alinham com o pensamento das Upanixades, as chamadas tradições "ortodoxas" ou " hindus ", são frequentemente classificadas em seis darśanas ou filosofias: Sânquia, Ioga, Niaia, Vaixesica, Mimansa e Vedanta.
As doutrinas dos Vedas e Upanixades foram interpretadas de forma diferente por essas seis escolas de filosofia hindu , com vários graus de sobreposição. Eles representam uma "coleção de visões filosóficas que compartilham uma conexão textual", de acordo com Chadha (2015).  Eles também refletem uma tolerância para uma diversidade de interpretações filosóficas dentro do hinduísmo enquanto compartilham o mesmo fundamento. 
Filósofos hindus das seis escolas ortodoxas desenvolveram sistemas de epistemologia (pramana) e investigaram tópicos como metafísica, ética, psicologia (guṇa), hermenêutica e soteriologia dentro da estrutura do conhecimento védico, enquanto apresentavam uma coleção diversificada de interpretações.  As seis escolas ortodoxas comumente nomeadas eram as tradições filosóficas concorrentes do que foi chamado de "síntese hindu" do hinduísmo clássico. 
Existem também outras escolas de pensamento que são frequentemente vistas como "hindus", embora não necessariamente ortodoxas (uma vez que podem aceitar diferentes escrituras como normativas, como os tantras e ágamas xaivas), incluindo diferentes escolas de xivaísmo, como Pashupata, Shaiva Siddhanta, xivaísmo da Caxemira (ou seja, Trika, Kaula, Spanda, Pratyabhijna etc.).
As tradições "hindu" e "ortodoxa" são frequentemente contrastadas com as tradições "não ortodoxas" (nāstika, literalmente "aqueles que rejeitam"), embora este seja um rótulo que não é usado pelas próprias escolas "não ortodoxas". Essas tradições rejeitam os Vedas como autoridade e muitas vezes rejeitam os principais conceitos e ideias que são amplamente aceitos pelas escolas ortodoxas (como Ātman, Brahman e Īśvara).  Essas escolas não ortodoxas incluem o jainismo (aceita ātman , mas rejeita Īśvara, Vedas e Brahman), budismo (rejeita todos os conceitos ortodoxos, exceto renascimento e karma), cārvāka (materialistas que rejeitam até mesmo o renascimento e o karma) e Ājīvika (conhecidos por sua doutrina do destino).
A filosofia jainista é uma das duas únicas tradições "não ortodoxas" sobreviventes (junto com o budismo). Geralmente aceita o conceito de uma alma permanente (jiva) como um dos cinco astikayas (categorias eternas e infinitas que compõem a substância da existência). Os outros quatro são dhárma , adharma , ākāśa ('espaço') e pudgala ('matéria'). O pensamento jainista sustenta que toda a existência é cíclica, eterna e incriada.
Alguns dos elementos mais importantes da filosofia jainista são a teoria jainista do karma, a doutrina da não-violência (ahiṃsā) e a teoria da "multifacetada" ou Anēkāntavāda. O Tattvartha Sutra é a mais antiga compilação conhecida, mais abrangente e autorizada da filosofia Jainista.  Os principais físicos quânticos europeus, incluindo Erwin Schrödinger, Werner Heisenberg, Albert Einstein e Niels Bohr, atribuem aos Vedas as ideias para seus experimentos.

### Filosofia budista
A filosofia budista começa com o pensamento de Gautama Buda (fl. entre os séculos VI e IV a.C.) e é preservada nos primeiros textos budistas. Originou-se na região indiana de Mágada e depois se espalhou para o resto do subcontinente indiano, Ásia Oriental, Tibete, Ásia Central e Sudeste Asiático. Nessas regiões, o pensamento budista desenvolveu-se em diferentes tradições filosóficas que usavam várias línguas (como o tibetano, o chinês e o páli). Como tal, a filosofia budista é uma filosofia transcultural e fenômeno internacional.
As tradições filosóficas budistas dominantes nas nações do leste asiático são baseadas principalmente no budismo Maaiana indiano. A filosofia da escola Teravada é dominante em países do Sudeste Asiático como Sri Lanka , Birmânia e Tailândia.
Como a ignorância da verdadeira natureza das coisas é considerada uma das raízes do sofrimento (dukkha), a filosofia budista se preocupa com epistemologia, metafísica, ética e psicologia. Os textos filosóficos budistas também devem ser entendidos no contexto de práticas meditativas que supostamente provocam certas mudanças cognitivas.  Os principais conceitos inovadores incluem as Quatro Nobres Verdades como uma análise de dukkha (sofrimento), anicca (impermanência) e anatta (não-eu).
Após a morte do Buda, vários grupos começaram a sistematizar seus principais ensinamentos, eventualmente desenvolvendo sistemas filosóficos abrangentes denominados Abhidarma.  Seguindo as escolas Abhidharma, filósofos Mahayana indianos como Nagarjuna e Vasubandhu desenvolveram as teorias de Sunyata ('vazio de todos os fenômenos') e vijñapti-matra ("aparência apenas"), uma forma de fenomenologia ou idealismo transcendental. A escola Dignāga de pramāṇa ('meios de conhecimento') promoveu uma forma sofisticada de epistemologia budista.
Havia numerosas escolas, sub-escolas e tradições de filosofia budista na Índia antiga e medieval. De acordo com o professor de filosofia budista de Oxford, Jan Westerhoff , as principais escolas indianas de 300 a.C. a 1000 d.C. foram: a tradição Mahāsāṃghika (agora extinta), as escolas Sthavira (como Sarvāstivāda , Vibhajyavāda e Pudgalavāda) e as escolas Maaiana . Muitas dessas tradições também foram estudadas em outras regiões, como a Ásia Central e a China, tendo sido trazidas para lá por missionários budistas.
Após o desaparecimento do budismo da Índia, algumas dessas tradições filosóficas continuaram a se desenvolver nas tradições do budismo tibetano , do budismo do leste asiático e do budismo Teravada.

### Filosofia do Leste Asiático
O pensamento filosófico do Leste Asiático começou na China Antiga, e a filosofia chinesa começou durante a Dinastia Zhou Ocidental e os períodos seguintes após sua queda, quando as "Cem Escolas de Pensamento" floresceram, entre o século VI a.C. até o ano de 221 a.C. Este período foi caracterizado por desenvolvimentos intelectuais e culturais significativos e viu o surgimento das principais escolas filosóficas da China, como o confucionismo (também conhecido como ruísmo), legalismo e taoísmo, bem como numerosas outras escolas menos influentes, como Moismo e Naturalismo. Essas tradições filosóficas desenvolveram teorias metafísicas, políticas e éticas como Tao, Yin e Yang, Ren e Li.
Essas escolas de pensamento se desenvolveram ainda mais durante as eras Han (206 a.C. – 220 d.C.) e Tang (618–907 d.C.), formando novos movimentos filosóficos como Xuanxue (também chamado de neotaoísmo) e neoconfucionismo. O neoconfucionismo foi uma filosofia sincrética, que incorporou as ideias de diferentes tradições filosóficas chinesas, incluindo o budismo e o taoísmo. O neoconfucionismo passou a dominar o sistema educacional durante a dinastia Song (960-1297), e suas ideias serviram como base filosófica dos exames imperiais para a classe oficial acadêmica. Alguns dos mais importantes pensadores neoconfucionistas são os estudiosos Tang Han Yue Li Ao, bem como os pensadores Song Zhou Dunyi (1017–1073) e Zhu Xi (1130–1200). Zhu Xi compilou o cânone confucionista, que consiste nos Quatro Livros (o Grande Aprendizado, a Doutrina do Meio, os Analectos de Confúcio e o Mêncio). O estudioso Ming Wang Yangming (1472-1529) é um filósofo posterior, mas importante, desta tradição também.
O budismo começou a chegar à China durante a Dinastia Han, através de uma transmissão gradual da Rota da Seda  e através de influências nativas desenvolveu formas chinesas distintas (como Chan/ Zen) que se espalharam por toda a esfera cultural do Leste Asiático.
A cultura chinesa foi altamente influente nas tradições de outros estados do Leste Asiático, e sua filosofia influenciou diretamente a filosofia coreana, a filosofia vietnamita e a filosofia japonesa.  Durante as dinastias chinesas posteriores, como a dinastia Ming (1368–1644), bem como na dinastia coreana Joseon (1392–1897), um neoconfucionismo ressurgente liderado por pensadores como Wang Yangming (1472–1529) tornou-se o escola de pensamento dominante e foi promovido pelo estado imperial. No Japão, o xogunato Tokugawa (1603-1867) também foi fortemente influenciado pela filosofia confuciana. O confucionismo continua a influenciar as ideias e a visão de mundo das nações da esfera cultural chinesa hoje.
Na era moderna, os pensadores chineses incorporaram ideias da filosofia ocidental. A filosofia marxista chinesa se desenvolveu sob a influência de Mao Tsé-Tung, enquanto um pragmatismo chinês se desenvolveu sob Hu Shih. As velhas filosofias tradicionais também começaram a se reafirmar no século XX. Por exemplo, o Novo Confucionismo, liderado por figuras como Xiong Shil, tornou-se bastante influente. Da mesma forma, o budismo humanista é um movimento budista modernista recente.
Enquanto isso, o pensamento japonês moderno desenvolveu-se sob fortes influências ocidentais, como o estudo das ciências ocidentais (Rangaku) e a sociedade intelectual modernista Meirokusha que se inspirou no pensamento iluminista europeu e promoveu reformas liberais, bem como filosofias ocidentais como o liberalismo e o utilitarismo. Outra tendência na filosofia japonesa moderna foi a tradição dos "Estudos Nacionais" (Kokugaku). Essa tendência intelectual buscava estudar e promover o antigo pensamento e a cultura japonesa. Os pensadores Kokugaku, como Motoori Norinaga, buscaram retornar a uma tradição japonesa pura que eles chamavam de Xintó, que eles viam como não contaminada por elementos estrangeiros.
Durante o século XX, a Escola de Quioto, uma escola filosófica japonesa influente e única, desenvolveu-se a partir da fenomenologia ocidental e da filosofia budista japonesa medieval, como a de Dogen.

### História da filosofia
- Châtelet, François (1999–2000). La philosophie païenne, du VIe siècle av. J.-C. au IIIe siècle (Série em oito tomos). Col: Histoire de la philosophie. Paris: Hachette-Pluriel. ISBN 978-2012789791
- Châtelet, François (1999–2000). La philosophie médiévale, du Ier siècle au XVe siècle (Série em oito tomos). Col: Histoire de la philosophie. Paris: Hachette-Pluriel. ISBN 978-2012789814
- Châtelet, François (1999–2000). La philosophie du monde nouveau, XVIe siècle et XVIIe siècle (Série em oito tomos). Col: Histoire de la philosophie. Paris: Hachette-Pluriel. ISBN 978-2012789807
- Châtelet, François (1999–2000). Les Lumières, XVIIIe siècle (Série em oito tomos). Col: Histoire de la philosophie. Paris: Hachette-Pluriel. ISBN 978-2012789784
- Châtelet, François (1999–2000). La philosophie et l'Histoire, de 1780 à 1880 (Série em oito tomos). Col: Histoire de la philosophie. Paris: Hachette-Pluriel. ISBN 978-2012790056
- Châtelet, François (1999–2000). La philosophie du monde scientifique et industriel, de 1860 à 1940 (Série em oito tomos). Col: Histoire de la philosophie. Paris: Hachette-Pluriel. ISBN 978-2012790063
- Châtelet, François (1999–2000). La philosophie des sciences sociales, de 1860 à nos jours (Série em oito tomos). Col: Histoire de la philosophie. Paris: Hachette-Pluriel. ISBN 978-2012790032
- Châtelet, François (1999–2000). Le XXe siècle (Série em oito tomos). Col: Histoire de la philosophie. Paris: Hachette-Pluriel. ISBN 978-2012790049
- Colli, Giorgio (2004). La naissance de la philosophie. Paris: éditions de l’éclat
- Marenbon, John (2006). Medieval Philosophy: An Historical and Philosophical Introduction. Paris: Routledge

### Historiografia da filosofia
- Catana, Leo (2015). «Intellectual History and the History of Philosophy». In:  Whatmore, Richard. A companion to intellectual history. [S.l.]: John Wiley & Sons. ISBN 9781118294802
- Gracia, Jorge JE. (1992). Philosophy and its history: Issues in philosophical historiography. [S.l.]: SUNY Press